# Gastrophysa
Gastrophysa is een geslacht van kevers uit de familie bladkevers (Chrysomelidae).
De wetenschappelijke naam van het geslacht werd in 1837 gepubliceerd door Louis Alexandre Auguste Chevrolat.

## Soorten
- Gastrophysa analis Reitter, 1890
- Gastrophysa polygoni Linnaeus, 1758
- Gastrophysa unicolor Marsham, 1802
- Gastrophysa viridula De Geer, 1775